# High Desert State Prison
High Desert State Prison (HDSP) är ett delstatligt fängelse för manliga intagna och är belägen i Susanville, Kalifornien i USA. Den ligger granne med ett annat delstatligt fängelse i California Correctional Center. HDSP förvarar intagna som är klassificerade för säkerhetsnivåerna "hög" och "maximal". Fängelset har en kapacitet på att förvara 2 324 intagna men för den 16 november 2022 var det överbeläggning och den förvarade 2 329 intagna.

## Historik
År 1990 föreslog Kaliforniens kriminalvårdsmyndighet California Department of Corrections (CDC) att ett nytt fängelse borde uppföras i Lassen County. Den blev placerad bredvid den redan existerande fängelset California Correctional Center. Bygget startades den 14 juli 1993 och slutfördes 1995 för totalt 240 miljoner amerikanska dollar.

## Intagna
Personer som varit intagna på HDSP är bland andra Ronnie Radke.